# Etruszk ábécé

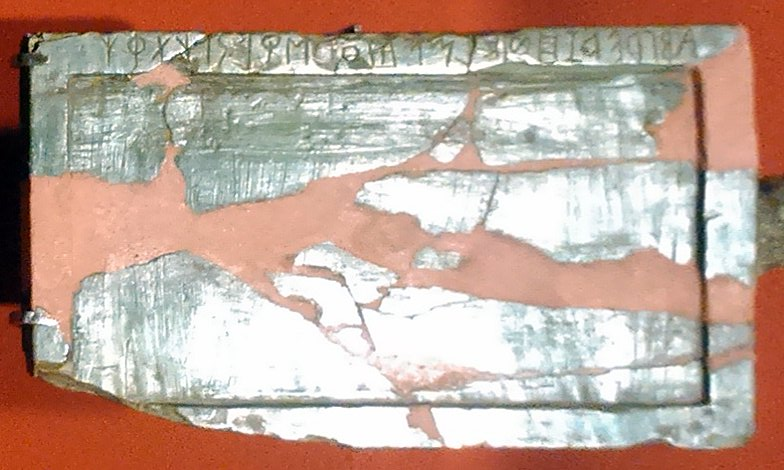
A marsilianai írótábla, az etruszk ábécé archaikus formájával a kereten

Az etruszk ábécé az ókori itáliai etruszkok által az i. e. 7. század és az az i. e. 1. század között használt ábécé az etruszk nyelv írásbeli rögzítésére. A dél-itáliai görög gyarmatvárosokban használt, a föníciai ábécén alapuló nyugati görög ábécéből fejlődött ki, majd a maga részéről több ókori itáliai írásmód forrása lett, beleértve a latin ábécét is, amire nagy hatással volt.
Írásának töredékes maradványait megtalálták Campania és Emilia-Romagna tartományokban is, továbbá Korzikán. Elszigetelt darabok fellelhetők voltak Provence, Tunézia, Görögország és Egyiptom területén.

## Története

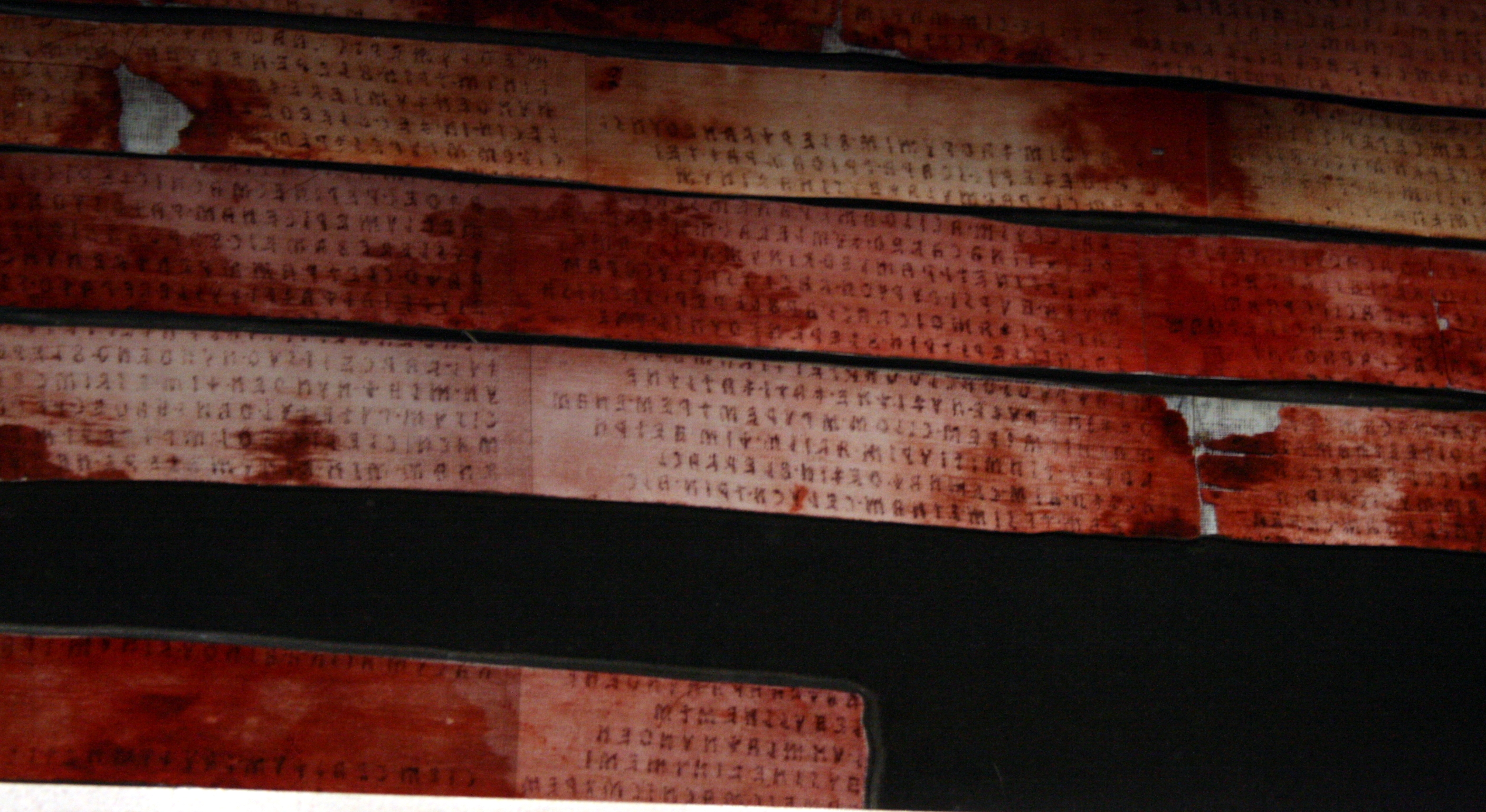
A ma ismert leghosszabb etruszk szövegemlék a „zágrábi múmián”

Az etruszk ábécé a föníciai ábécének az euboiai görögök által használt használt változatából fejlődött ki, miután ezek a görögök létrehozták első gyarmatvárosaikat Dél-Itáliában, Pithekoussai szigetén és Cumae városát Campaniában. A nyugati görögök ábécéjében az X hangértéke [ks], az Ψ hangértéke [kʰ] volt; az etruszkban ez a következőre módosult: X = [s], Ψ = [kʰ] vagy [kχ] (Rix 202–209).
Az etruszk ábécé legkorábbi lelete egy i. e. 700 körülre datált, elefántcsontból készült, viaszos, 8,8x5 cm-es írótábla, amit Marsiliana d'Albegna település melletti etruszk temetőben találtak, Grosseto megye területén, Toszkána régióban. A tábla keretén 26 betű sorakozik, a görög ábécé korabeli formájának megfelelően, köztük a digamma, a szan és a koppa, de nincs köztük az ómega.

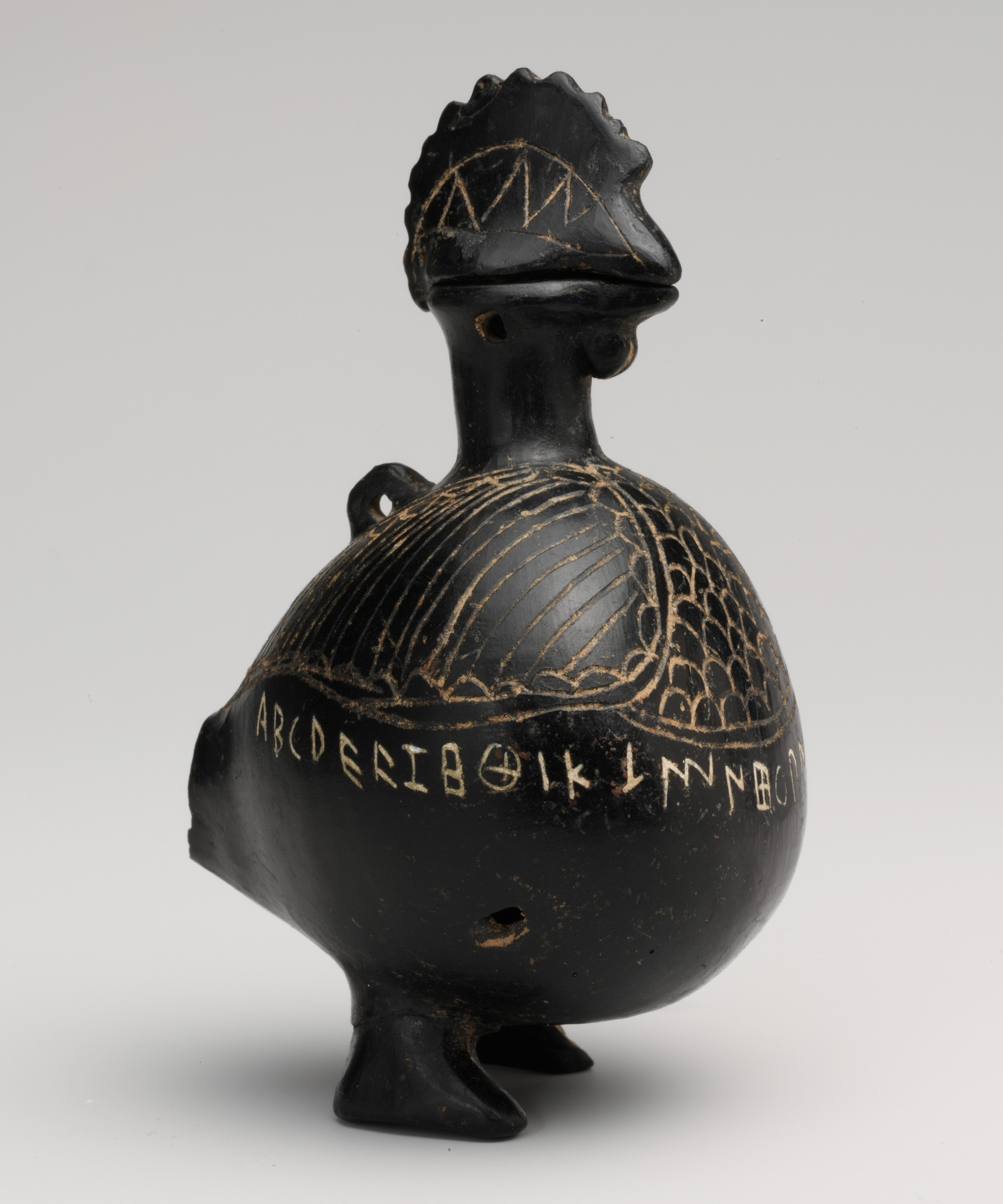
Kis etruszk palack az i. e. 620-as évekből az ábécé korai formájával

Az etruszk írásnak ez az ősi formája gyakorlatilag változatlan maradt körülbelül i. e. 600-ig. Ekkoriban az írás iránya szabad volt, bármelyik irányba haladhatott. Az i. e. 6. századtól kezdve azonban, az ábécé valamelyest átalakult, alkalmazkodva a beszélt nyelvhez, és elhagyták azokat a jeleket, amelyek hangalakja nem volt használatos az etruszk nyelvben. I. e. 400 körül már Etruria egész területén a klasszikus etruszk ábécét használták, 20 betűvel, többnyire jobbról balra írva.
Az etruszk nyelv nem ismerte a zárhangokat, ezért nem volt szüksége a B, C és D betűkre. A B és a D ki is esett a használatból, a C betű jelét pedig a K helyett kezdték alkalmazni, mivel leírása egyszerűbb volt. Ugyancsak kimaradt a használatból az O, mivel ilyen magánhangzó sem volt az etruszk nyelvben, és helyette az U betűt kezdték használni.
Megjelent viszont egy új betű az etruszk ábécében, a 8-as szám formájában, ami a latin F betűnek felelt meg. Ez egyébként a lüdiai nyelvben is létezett.(Jensen 513). Ennek a jelnek az eredete vitatott: lehet, hogy a B vagy a H betűjelből alakult ki, vagy teljesen új jel is lehetett. Hangértéke /f/ volt és az ezt jelentő korábbi etruszk FH digráf helyébe lépett. 
Ez a klasszikus etruszk ábécé maradt használatban az i. e. 2. századig, amikor a latin ábécé hatása kezdődött érződni. A rómaiak latin nyelvében voltak zárhangok, ezért visszahozták a használatba a B és D betűket a /b/ és /d/ hangok jelölésére, a C betűt pedig egyaránt használták a /k/ és /g/ hangok jelölésére, mindaddig, amíg fel nem találták a külön G betűt a két hang megkülönböztetésére. Hamarosan ezután az etruszk nyelv kihalt, és ezzel az írása is eltűnt, mégpedig olyan alaposan, hogy a szótárát és a nyelvtanát a 21. századig is csak részben sikerült megismerni, több mint egy évszázados intenzív nyelvészeti kutatás ellenére.

### Hatása
Az etruszk írás közvetlen hatást gyakorolt az ősi itáliai írások egész sorára, az oszk, az umber, a rét, a venét nyelv, az alpesi kelta nyelvek, és több más helyi nyelv írására, utána pedig a közvetlen őse lett a latin ábécének.

## Leletek
Etruszk szövegek mintegy kilencezer feliraton találhatók. Ezek többsége sírfelirat, amin csak az elhunyt neve szerepel. A másik nagy csoport a mindennapi tárgyakon lévő feliratok, amik a tulajdonos, a készítő, vagy a megajándékozott nevét tartalmazzák. Könnyen érthetőek a képek mellett található feliratok. Hosszabb szövegek csak törvényekkel vagy vallási rituálékkal foglalkoznak.
Egy majdnem kétnyelvű felirat Pyrgiben (a másik nyelv a föníciai, föníciai írással, de a két szöveg nem tükörfordítás, csak a tartalmuk azonos) egy kultikus épületről szól, egy másik felirat Perugiában egy földszerződés, Capuában egy agyagtábla felirata vallási naptár (ez az egyik leghosszabb etruszk szöveg, 300 megmaradt szóval). Egy Cortonában talált réztábla földművesek sorsával foglalkozik, akiknek eladták a bérleményét.
Vallási rituálék kalendáriumát írták fel egy vászoncsíkra (mintegy 1500 szót), amit később darabokra téptek és egy múmia becsavarásához használtak fel Egyiptomban, így a szöveg megőrződött (a múmiát a jelenlegi helye után „Zágrábi múmiá”-nak nevezik).
Érdekes másodlagos források az etruszk szavakra a latin és görög szövegek, amikben ezekhez magyarázatokat fűztek a különböző szerzők. Pl. aesar ... etrusca lingua deus, [„aesar ... etruszk szó, jelentése: isten”] - Suetonius: Augustus élete. További források az etruszkból a latinba átvett szavak: satelles “testőr” < Etr. zat[i]laθ - „támadó”.

## Betűik
| Ψ | Φ | X | U | T | S | R | Q | Ś | P | O | Ξ | N | M | L | K | I | Θ | H | Z | V | E | D | G | B | A |
| Ψ | Φ | X | U | T | S | R | Q | Ś | P | O | Ξ | N | M | L | K | I | Θ | H | Z | V | E | D | G | B | A |

Az etruszk ábécé nyilvánvaló kapcsolatban áll a föníciai ábécével és az ugariti ábécével. Néhány karakter teljesen azonos a föníciaival, néhányban apróbb változások láthatók, egyesek jelentése megváltozott, mint a gimel→cee šin→wee esetében (bár a suh tulajdonképpen fejreállított šin, maga a betű inkább az ugariti zu megfelelője), és csak igen kevés az a betű, amelyiknek ne lenne felismerhető a föníciai párja. Ilyen például a dzuh, amely hangzónak azonban egyáltalán nincs sémi megfelelője, viszont az ugaritiban van dzsain. Vannak olyan hangzók, amelyek a föníciaiban egyáltalán nem találhatók meg, viszont az ugaritiban igen, ami megengedi azt a feltevést, hogy az etruszk ábécé kialakulása már az ugariti ábécé használata idején megkezdődött, amit megerősít a tengeri népek turuša–etruszk azonosítása.
| Unicode kombináció és megjelenítés | U+10300 ̀   | U+10301 ́      | U+10302 ̂          | nincs       | U+10303 ̃    | nincs     | U+10304 ̄      | U+1031A U+10305 U+10318 ̚/̅/̘ | nincs               | U+10307 U+1031C ̇/̜ |
| Magyar ábécé latin betűkkel        | a          | b             | c                 | cs          | d           | dz        | e             | f                          | g                   | h                 |
| magyar kiejtése                    | aj         | bé            | cé                | csuh        | dé          | dzuh      | e             | ef                         | gé                  | há                |
| nemzetközi átírása/hangértéke      | ay/a       | bee/b         | cee(ke)/c         | chuh/ch     | dee/d       | dzuh/dz   | ee/e          | ef(ve, phe)/f              | gee/g               | haa(che)/h        |
| ---------------------------------- | ---------- | ------------- | ----------------- | ----------- | ----------- | --------- | ------------- | -------------------------- | ------------------- | ----------------- |
| etruszk ábécé                      |            |               |                   |             |             |           |               | /                          |                     |                   |
| ugariti ábécé                      | 𐎀          | 𐎁             | 𐎂                 | 𐎃           | 𐎄           | 𐎙         | 𐎅             | –                          | 𐎂                   | 𐎈                 |
| föníciai ábécé                     |            |               | /                 | –           |             | –         |               | –                          | –                   |                   |
| ugariti–föníciai karakternév       | alpa/álef  | beta/bét      | gamla/gimel/cádi  | kha/–       | delta/dálet | dzsain/–  | ho/hé         | –                          | ld. gamla/gimel     | hota/hét          |
| Unicode kombináció és megjelenítés | U+10309 ̉   | nincs         | U+1030A U+10319 ̊/̙ | U+1030B ̋    | U+1030C ̌    | U+1030D ̍  | U+1030F ̏      | U+10310 ̐                   | U+10312 ̒            | U+10313 U+1031B ̓/̛ |
| Magyar ábécé latin betűkkel        | i          | j             | k                 | l           | m           | n         | o             | p                          | q                   | r                 |
| magyar kiejtése                    | aj         | jéj           | káj               | el          | em          | en        | ov            | pé                         | ku                  | ar                |
| nemzetközi átírása/hangértéke      | ai/i       | jay/j         | kay(khe)/k        | el/l        | em/m        | en/n      | ow/o          | pe/p                       | que/q               | ar(ers)/r         |
| etruszk ábécé                      |            |               | /                 |             |             |           |               |                            |                     |                   |
| ugariti ábécé                      | 𐎓          | 𐎊             | 𐎃/𐎋               | 𐎍           | 𐎎           | 𐎐         | 𐎓             | 𐎔                          | 𐎖                   | 𐎗                 |
| föníciai ábécé                     |            |               |                   |             |             |           | –             |                            |                     |                   |
| ugariti–föníciai karakternév       | ain/ajin   | jod/jod       | kha/kaf/khaf      | lamda/lámed | mem/mém     | nun/nun   | lásd ain/ajin | pu/pe                      | kopa/qof            | rasa/res          |
| Unicode kombináció és megjelenítés | U+1030E ̎   | U+10314 ̔      | U+10315 ̕          | U+10308 ̈    | U+10316 ̖    | U+10305 ̅  | nincs         | U+10317 ̗                   | nincs               | U+1031D ̝          |
| Magyar ábécé latin betűkkel        | s          | sz            | t                 | ty          | u           | v         | w             | x                          | z                   | y                 |
| magyar kiejtése                    | suh        | esz           | té                | tyuh        | ju          | vé        | vé            | eksz                       | zed                 | vaj               |
| nemzetközi átírás/hangérték        | shuh/s     | esz/sz        | tee/t             | thuh/ty-tj  | yu/u        | vee/v(f?) | wee/w         | eks/x                      | zed/z               | wai/y             |
| etruszk ábécé                      |            |               |                   |             |             |           |               |                            |                     |                   |
| ugariti ábécé                      | 𐎑/𐎌        | 𐎒             | 𐎚                 | 𐎘           | 𐎜           | 𐎆         | 𐎆             | 𐎕                          | 𐎕/𐎑                 | 𐎛                 |
| föníciai ábécé                     | –/         |               |                   | –           | –           | –         |               |                            | /                   | –                 |
| ugariti–föníciai karakternév       | zu/sin/sin | szamka/számek | to/táv            | tjanna/–    | u/–         | vo/–      | uo/váv        | szade/cádi                 | szade/zu/zajin/cádi | ʾi/–              |

## Fordítás
- Ez a szócikk részben vagy egészben  az   Etruscan alphabet című angol Wikipédia-szócikk ezen változatának fordításán alapul.  Az eredeti cikk szerkesztőit annak laptörténete sorolja fel. Ez a jelzés csupán a megfogalmazás eredetét és a szerzői jogokat jelzi, nem szolgál a cikkben szereplő információk forrásmegjelöléseként.